# Phragmatobia franconia
Phragmatobia franconia är en fjärilsart som beskrevs av Sloss 1893. Phragmatobia franconia ingår i släktet Phragmatobia och familjen björnspinnare. Inga underarter finns listade i Catalogue of Life.